# Maurice de Broglie
Louis Cécar Victor Maurice de Broglie, född 27 april 1875 och död 14 juli 1960, var den sjätte hertigen de Broglie och en fransk fysiker. Han var bror till fysikern Louis de Broglie.
Maurice de Broglie grundade i Paris ett privat forskningslaboratorium för undersökning av röntgenstrålning och är som fysiker känd för sina grundläggande arbeten inom röntgenspektroskopin, där han införde den så kallade vridkristallmetoden i förening med fotografisk registrering av röntgespektra. 
De Broglie har även utfört omfattande undersökningar av de vid bestrålning med röntgenljus ur olika substanser utlösta elektronerna genom att undersöka dessas magnetiska spektra.